# VASCAR

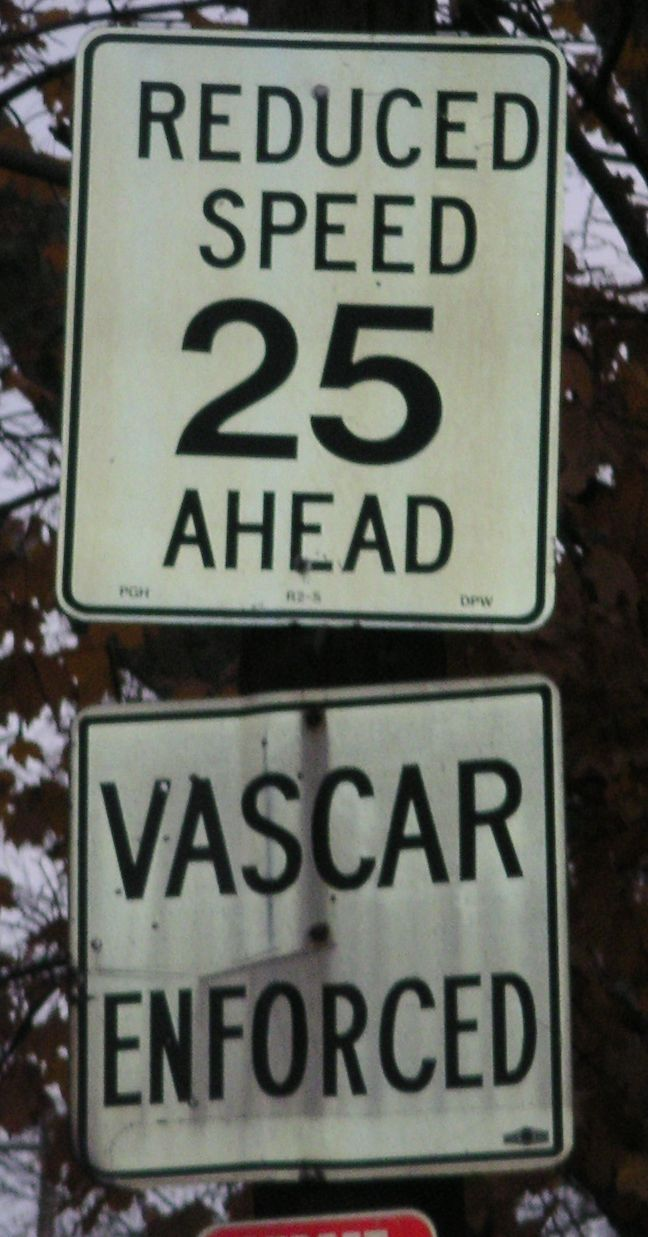
Señal de calle que muestra donde la velocidad está aplicada por VASCAR

VASCAR (acrónimo inglés de Visual Average Speed And Recorder;  en español Computadora y grabadora visual de velocidad promedio) es un tipo de dispositivo para calcular la velocidad de un vehículo en movimiento. El primer dispositivo VASCAR fue creado en 1966 por Arthur Marshall. Es utilizado por agentes de policía para imponer límites de velocidad, y puede preferirse cuando el radar o lidar es ilegal, como algunas jurisdicciones en Pensilvania, o para evitar la detección por parte de personas con radar.

## Funcionamiento
Una unidad VASCAR acopla un cronómetro con una computadora simple. Un operador registra el momento en que un vehículo pasa por dos objetos fijos (como un círculo blanco o un cuadrado pintado en la carretera) que están a una distancia conocida. La velocidad promedio del vehículo se calcula dividiendo la distancia por el tiempo. Al aplicar el teorema del valor medio, el operador puede deducir que la velocidad del vehículo debe ser al menos igual a su velocidad promedio en algún momento entre las mediciones.
VASCAR se puede usar desde un vehículo de patrulla móvil o estacionario, y el vehículo de destino puede estar viajando en la misma dirección, delante o detrás del oficial. Puede estar acercándose desde el frente, o incluso en una carretera que se cruza. Esta técnica también se puede utilizar para determinar la velocidad de un vehículo desde helicópteros y otras plataformas aéreas, lo que facilita la obtención de una condena.
Un estudio de 1991 de la Administración Nacional de Seguridad del Tráfico en las Carreteras encontró que las unidades VASCAR-plus producían errores de menos de 2 mph si se usaban correctamente.: xiii 

## Usuarios
Se sabe que VASCAR se usa donde el radar o LIDAR son ilegales, como algunas jurisdicciones en Pensilvania. Muchos vehículos policiales en el Reino Unido están equipados con un dispositivo, especialmente los que se utilizan para el control del tránsito. El sistema también es utilizado por unidades aerotransportadas: en algunas ubicaciones remotas de los Estados Unidos, se emplea regularmente la norma de velocidad en el aire.

## Historia
VASCAR fue inventado por Arthur Marshall, un inversionista inmobiliario que vivía en Richmond, Virginia en 1966. Se inspiró para crear el dispositivo después de ver un automóvil de policía manejando peligrosamente el paso de un speeder.: 181  La versión original del dispositivo era completamente mecánica, usaba un motor gobernado y un sistema de engranajes para mover un puntero al correcto valor de velocidad.: 181  Versiones posteriores usaron un microprocesador para realizar los cálculos de velocidad. En 1968, el dispositivo estaba en uso en Carolina del Norte, Indiana, Kentucky y Nueva York.: 181  En 1971, Marshall formó una compañía, Traffic Safety Systems, Inc., para comercializar el dispositivo. Después de su muerte, los sistemas de seguridad del tráfico fueron adquiridos por Power Systems & Controls, Inc., que había fabricado durante mucho tiempo los dispositivos. Siguen produciendo dispositivos similares bajo el nombre de VASCAR-plus.

## Epecificaciones Técnicas
VASCAR depende de la precisión del accionamiento del velocímetro del vehículo de patrulla (generalmente ubicado dentro de la transmisión del vehículo) para determinar la distancia recorrida, usando un cuentakilómetros dentro del propio sistema VASCAR. Los vehículos policiales comprados recientemente generalmente tienen velocímetros electrónicos y un cable del sensor está conectado al cable de alimentación del sensor de velocidad para contar los pulsos del disco. Los vehículos más antiguos, con velocímetros con cable, están conectados a la unidad VASCAR con un adaptador mecánico-óptico que se conecta al cable. Los pulsos se cuentan de la misma manera para ambos métodos de entrada.
Los registros de tiempo y distancia están completamente separados entre sí, y cada uno está controlado por un interruptor de palanca, que es operado por el oficial de tráfico. Para sincronizar la velocidad del vehículo de patrulla (por ejemplo, cuando la velocidad se corresponde con el vehículo del infractor), ambos interruptores funcionan simultáneamente. Sin embargo, la mayoría de las veces, el alternar TIME se activa cuando el vehículo del violador pasa un punto de referencia identificable (como un poste indicador), y el interruptor DISTANCE se activa cuando el vehículo de patrulla pasa el mismo punto de referencia. Cuando el violador pasa un segundo punto de referencia, el cronómetro se detiene, y cuando el vehículo de patrulla pasa ese punto de referencia, la medición de distancia se detiene. Estos dos valores son luego comparados por la computadora digital, que muestra la velocidad promedio sobre esa distancia.
Las primeras unidades de VASCAR estaban compuestas de tres partes. La sección principal de la computadora era una caja que se instaló en una cajuela o debajo de un asiento, la unidad del odómetro se instaló debajo del tablero del vehículo y la unidad de control se montó en un lugar operativo conveniente. Los sistemas posteriores combinaron las secciones de control y computadora en una sola unidad y reemplazaron las pantallas de los tubos Nixie anteriores con LED.
Algunos sistemas VASCAR han incluido la capacidad de establecer una distancia específica, lo que permite que un oficial de tránsito evite tener que medir cada vez que se controló ese tramo de la carretera. También es posible retener una medida anterior, que se utilizará con varios vehículos (por ejemplo, cuando se usa una velocidad de refuerzo matutina en una zona escolar). Hasta que se coloque una nueva distancia en la memoria del sistema, todas las velocidades se calcularán en función de la información de distancia anterior.

## Fuerzas y debilidades de VASCAR
El sistema VASCAR tiene una gran ventaja sobre los sistemas RADAR y LIDAR también utilizados para determinar la velocidad, ya que no es necesario estar en (o cerca de) la línea de viaje del vehículo objetivo. La velocidad del reloj RADAR y LIDAR usando el efecto Doppler, por lo que un vehículo que viaja en un ángulo en relación con la unidad tendrá una lectura de velocidad menor que la velocidad real. VASCAR, sin embargo, puede proporcionar un reloj de velocidad preciso bajo cualquier condición en la que se puedan identificar tanto un punto de inicio como un punto de parada. Ni siquiera es necesario ver todo el recorrido sobre el que viaja el vehículo objetivo, siempre que ese vehículo específico pueda identificarse a medida que pasa por los puntos de inicio y fin. Cuanto mayor sea la distancia (hasta el límite del dispositivo), más precisa será la velocidad promedio.
La principal debilidad de VASCAR es que solo puede proporcionar una velocidad promedio, en contraste con la lectura de velocidad casi instantánea de un sistema de efecto Doppler. Por lo tanto, es posible que un vehículo esté muy por encima del límite de velocidad, luego disminuya a la misma cantidad por debajo del límite durante el mismo período de tiempo y tenga una velocidad legal.
Una debilidad secundaria es que el operador debe ser capaz de identificar visualmente el vehículo objetivo y los puntos de inicio y fin, así como operar los interruptores en los momentos precisos necesarios.

## "Engañando" por agentes de tráfico que utilizan VASCAR
Al igual que con cualquier método utilizado para determinar la velocidad, VASCAR no es inmune a las trampas de los operadores. Hacer trampa solo es útil si el operador tiene la intención de mostrar la lectura de velocidad al supuesto infractor u otra parte interesada como "prueba" del resultado.
El sistema depende completamente de las entradas del operador, por lo que es posible que un oficial de tráfico obtenga un resultado deseado, ya sea cortando el reloj de tiempo transcurrido temprano o dejando que el contador de distancia funcione más tiempo.
Por supuesto, no es realmente necesario que el operador rastree el vehículo, y un operador experimentado puede trabajar con los interruptores hasta que se muestre la velocidad deseada, luego guarde esa pantalla hasta que llegue un vehículo apropiado.

## Dispositivos similares
Si bien el nombre VASCAR ya no es una marca registrada, VASCAR y VASCAR V PLUS están registrados en Sudáfrica por Signal Systems (Pty) Limited. Power Systems & Controls posee la marca registrada de VASCAR-plus. Otras compañías venden sistemas similares, aunque no con la marca VASCAR. Por ejemplo, bajo la categoría "dispositivos electrónicos de sincronización de velocidad (no radar), que calculan la velocidad promedio entre dos puntos cualquiera", el Departamento de Transporte de Pensilvania autoriza dos dispositivos extra además de los diversos modelos VASCAR-plus: el Rastreador, de PATCO, y el V-SPEC, por YIS/Cowden Group.